# Kina (produttore discografico)
Kina, pseudonimo di Pasquale Renella (Acerra, 18 giugno 1999), è un produttore discografico italiano.

## Biografia
Originario di Acerra, Kina ha intrapreso la carriera musicale nel 2018 attraverso la pubblicazione di svariati singoli, riuscendo a firmare un contratto discografico con la Columbia Records in seguito a un notevole successo registrato con i brani Can We Kiss Forever? e Get You the Moon. Quest'ultimo in particolare, realizzato con la partecipazione del cantante Snøw e tratto dall'EP d'esordio Things I Wanted to Tell You, è stato certificato triplo platino negli Stati Uniti d'America e in Messico con rispettivamente oltre 3 000 000 e 180 000 unità di vendita, doppio platino in Canada e Nuova Zelanda, platino in Australia, Francia, Polonia e Portogallo, Regno Unito e Spagna, oltre a un disco d'oro ottenuto in Danimarca, Germania e Italia.
Get You the Moon ha reso Kina il primo italiano solista in assoluto ad avere un brano riprodotto oltre un miliardo di volte su Spotify; tale risultato è stato conseguito nell'aprile 2024.

## Discografia

### Album in studio
- 2023 – Kinamood

### EP
- 2020 – Things I Wanted to Tell You
- 2025 – Wish I Could Go Back

### Singoli
- 2018 – Nobody Cares
- 2018 – I Still Dream of You
- 2018 – Are You Still with Him (con Essence)
- 2018 – Baby You're Worth It (feat. Cøzybøy)
- 2018 – Light Headed
- 2018 – I've Changed for You (feat. Madson Project.)
- 2018 – Can We Kiss Forever? (feat. Adriana Proenza)
- 2018 – Get You the Moon (feat. Snøw)
- 2019 – Fade Away (con Michael Leonardi)
- 2020 – Wish I Was Better (con Yaeow)
- 2020 – Feel Again (con Au/Ra)
- 2020 – Tell Me About You (feat. Mishaal)
- 2021 – I'm Not Going Back (con Mokita)
- 2021 – U Not There (con Mark Johns e Neenyo)
- 2021 – Trying Not to Cry (feat. Cavetown)
- 2024 – Now I'm Alone (con Robin Cause)
- 2024 – I Just Want You (con Trevor Daniel)
- 2025 – Tonight (con Autrioly)
- 2025 – Best of Me (con Clide)